# Список отменённых игр серии Sonic the Hedgehog
Данный список содержит информацию об отменённых играх и портах серии Sonic the Hedgehog.

## Sonic’s Edusoft
Sonic’s Edusoft — неизданная обучающая игра с участием Соника. Разрабатывалась компанией Tiertex на консоль Sega Master System. Долгое время не было никаких анонсов и упоминаний об игре, пока в сентябре 2006 года в английской Википедии не была написана статья. В апреле 2007 года на форуме SMS Power!, в теме посвящённой Sonic’s Edusoft, пользователь под никнеймом «the programmer» («программист») раскрыл некоторые подробности об игре. В феврале 2008 года статья была удалена из Википедии, а в апреле 2008 года в интернет был выложен образ Sonic’s Edusoft.
Всего в Sonic’s Edusoft 15 уровней. В основном из них имеются различные головоломки или математические задания. Иногда игра прерывается головоломкой с буквами.

## Sister Sonic
Sister Sonic — отменённая компьютерная ролевая игра серии Sonic the Hedgehog на дополнение к консоли Mega Drive/Genesis Sega CD. Является переработанной игрой от Falcom — Popful Mail. По сюжету игры Соник должен был искать свою потерянную сестру. Игра была отменена по причине выпуска Popful Mail в Северной Америке.
В 1993 году журнал Electronic Gaming Monthly опубликовал новость, что Sega работает над RPG-игрой с участием в ней Соника под названием Sister Sonic. По словам журнала, игра будет анонсирована на выставке игрушек «Toy Fair», в июне 1993 года. Однако, позднее было сообщено, что игра всё таки не будет показана на «Toy Fair». Позже стало известно, что Sister Sonic является переработанной игрой Popful Mail, где персонажи из серии игр про Соника заменяют оригинальных персонажей. Название игры также дало понять, что будет присутствовать сестра Соника. Подобную игру также выпустила Nintendo, взяв за основу игру Doki Doki Panic, добавив в неё элементы из серии Super Mario, в результате получилась Super Mario Bros. 2.
После таких фактов в офис Sega оправлялись письма от фанатов, призывая их выпустить игру в Японии. После отрицательного ответа Sega отложила проект на определённое время, однако в конечном итоге игра была отменена. Вместо этого, английская версия Popful Mail была выпущена на Sega CD в начале 1995 года.

## Sonic Crackers

Вступительный экран Sonic Crackers.

Соник и Тейлз на уровне «Carnival».

Sonic Crackers (рус. Соник взломщики, также известна как Sonic Studium (рус. Соник Студиум) по заголовку из ROM-файла, ошибочно игроки называют как Sonic the Hedgehog 4) — отменённая игра серии Sonic the Hedgehog, которую разрабатывали для Sega Mega Drive/Genesis. Является прототипом игры, выпущенной для Sega 32X — Knuckles’ Chaotix. Доказать это можно найдя в игре Knuckles’ Chaotix строчку «SONIC CRACKERS S32X» с помощью эмуляторов и ромхаккинга.
Sonic Crackers не была официально выпущена, однако была широко распространена в Интернете и успешно продавалась на пиратских картриджах. В правом нижнем углу титульного экрана игры написаны цифры 19940401, которые означают дату дампа Sonic Crackers (1 апреля 1994 года).
В игре Соник и Тейлз постоянно сцеплены кольцами. В игре есть 2 уровня, в которых не указывается название. Они постоянно повторяются, но сменяют палитру уровня. Также есть 2 поля приключений. Один из уровней напоминает «Techno Tower Zone» из Knuckles’ Chaotix, цель которого — добраться до самого верха уровня; если это не сделано за 3 минуты, начинает играть музыка «game over» из Sonic 1 и игрока перебрасывает на первое поле приключений.
Поля приключений не завершены: нет коллизий и Соник может ходить где угодно. Если игрок во время паузы нажмёт на какую-то кнопку, то его перебросит на бесконечный уровень «Carnival». Через минуту игрока перебрасывает на другое поле приключений. Если игрок во время паузы снова нажмёт на какую-то кнопку, то его перебросит на уровень «Techno Tower Zone», но с другой палитрой (всего их четыре).
Некоторые спрайты и анимация были не до конца разработаны. Например, Тейлз в игре не умеет прыгать, а части тела персонажей могут оторваться. Музыка в Sonic Crackers схожа по звучанию с музыкой из Knuckles’ Chaotix. Однако в игре нету звуков прыжка, способности Spin dash, звука Sega и многих других.
GamePro поместил Sonic Crackers на 17 место в списке «20 лучших игр, которые никогда не были созданы». Он отметил схожесть спрайтов и систему двух игроков с Sonic the Hedgehog 2 и суммировал: «В конце концов, Sonic Crackers уже была бы хорошим дополнением к работам о Сонике, за исключением неуклюжего названия».

## Sonic-16

Скриншот из игры Sonic-16.

Sonic-16 — первая наработка Sonic X-treme, разрабатываемая по мотивам американского мультсериала Sonic the Hedgehog. Игру разрабатывала Sega Technical Institute на платформу Sega Mega Drive. Sonic-16 должна была стать более медленной, чем остальные игры серии, но при этом куда чётче рассказывать игроку о событиях и сюжете. В ноябре 1993 года была выпущена демоверсия игры, но после отрицательного отзыва от одного из создателей серии Юдзи Наки, Sonic-16 была отменена.

## Sonic Jr
Sonic Jr. — неизданная обучающая игра для консоли Sega Pico. Одной из первых игр для этой консоли стала Ecco Jr. and the Great Ocean Treasure Hunt!, главным героем которой был дельфин Экко в детстве. После выхода игры, было объявлено, что планируется выпустить другие игры с молодыми версиями персонажей Sega, в том числе и Sonic Jr.. Впоследствии, на Sega Pico вышли две игры серии Sonic the Hedgehog: Sonic the Hedgehog’s Gameworld и Tails and the Music Maker, однако информация о Sonic Jr. больше никогда не появлялась.

## Sonic Mars
Sonic Mars — один из прототипов Sonic X-treme, который должен был выйти на Sega 32X. Игра разрабатывалась Sega Technical Institute; её сюжет был основан на мультсериале Sonic the Hedgehog. Выход Sonic Mars был намечен на июнь 1995 года, однако из-за разногласий между руководителями игры Майклом Косаком и Дином Лестером, Майкл покинул компанию в 1995 году. После того, как Крис Сенн стал руководителем игры Sonic Mars, принято решение начать разработку игры с самого начала на консоль следующего поколения — Sega Saturn.

## Необъявленная игра отSTI
Существует единственное изображение, являющееся одной из наработок Sonic X-treme. Оно было создано Крисом Сенном из STI, и представляет собой концепт возможной игры про Соника для консоли Sega Mega Drive/Genesis. На изображении видно, что в игре должна была применяться изометрическая графика, как и в SegaSonic the Hedgehog, Sonic 3D и Sonic Labyrinth. Согласно Крису Сенну на момент создания макета игры, Sonic 3D не была даже на стадии разработки.

## Sonic Sports
Sonic Sports — необъявленная спортивная игра для Sega 32X. Впервые упоминалась в журнале Game Players, в выпуске за март 1995 года. В заметке говорилось, что игра будет напоминать Acme All-Stars, героями которой будут Соник, Тейлз, Ристар из одноимённой игры и другие персонажи компании Sega. Кроме того, журнал намекнул на такие виды спорта, как баскетбол, волейбол и футбол.

## Sonic Saturn

Египетская арена в игре Sonic Saturn.

Sonic Saturn — неизданная игра для консоли Sega Saturn. Была разработана руководителем Sonic X-treme Крисом Сенном. В отличие от других игр серии, Sonic Saturn должна была быть реалистичной. Всего в игре должно быть 6 зон и мини-игра «Sonic Pool», который также планировали сделать специальным уровнем в Saturn-версии Sonic 3D.

## Sonic Ride
Sonic Ride — планировавшееся игра для аркадного автомата. Уровни должны были выполнены в 3D. Сама игра не была выпущена, но видеоролик из неё был показан в сборнике Sonic Jam, а также использован в клипе «They Call Me Sonic» (рус. Они зовут меня Соником). Кроме того, журнал GamePro в одном из номере опубликовал скриншоты из Sonic Ride, посчитав их за иллюстрации игрового процесса Knuckles’ Chaotix. Кроме того, Sonic Ride упоминается в интервью журнала Saturn Power с создателями сериями Наото Осимой и Юдзи Накой.

## Sonic X-treme
Sonic X-treme — отменённая компьютерная игра серии Sonic the Hedgehog, которая должна была стать первой игрой серии, выполненной в 3D. Имела кодовое название Project Condor. После отмены игры один из руководителей Крис Сенн решил «реанимировать» Sonic X-treme в качестве фанатской игры под названием Project S, но в январе 2010 года сообщил о прекращении разработки.

## Sonic Adventure 3
Sonic Adventure 3 — дважды планировавшийся сиквел Sonic Adventure 2. После выхода Sonic Adventure 2 компания-издатель Sega прекратила поддержку консоли Dreamcast, а Sonic Team в это время разрабатывала игру для нескольких платформ (позже ставшей Sonic Heroes). Руководитель Такаси Иидзука заявил, что он не хотел бы, чтобы Sonic Heroes была продолжением серии Sonic Adventure. Он волновался, что тогда игру купят только игроки, знакомые с серией, и из-за этого было решено создать игру, к которой могли приспособиться и другие игроки.
После выхода Sonic Heroes Sega Studio USA начала разработку нового проекта под кодовым названием Sonic Adventure 3. Однако из-за давления со стороны фанатов, которые хотели сольной игры про ежа Шэдоу, проект пришлось остановить и передать разработку японскому отделению Sonic Team. В итоге была выпущена игра под названием Shadow the Hedgehog.
В 2005 году Sonic Team начала разрабатывать движок для новой игры, позже названный Hedgehog Engine. Через год началась работа над созданием игры на этом движке. Проект был первоначально задуман как третья часть серии Sonic Adventure, а рабочим названием было Sonic World Adventure. Однако разработчики сменили концепцию, где в геймплее будут не 6 персонажей, как в серии Adventure, а один Соник. Позже проект получил название Sonic Unleashed, однако в Японии название игры осталось прежним. В двух катсценах Sonic Unleashed можно заметить консоль Sega Dreamcast с двумя играми: одна из них Eggman Adventure («Эггмановская» версия Sonic Adventure). Это намёк разработчиков на то, что Sonic Unleashed могла бы стать третьей частью Sonic Adventure.
В апреле 2012 года было зарегистрировано шесть доменов с названием этой игры, однако по состоянию на апрель 2013 года не было никаких официальных комментариев со стороны Sega по этому поводу.

## Sonic DS
Sonic DS (Sonic the Hedgehog 3DS, Sonic the Hedgehog E3 Demo) — неизданная игра для Nintendo DS. Она была показана на E3 в мае 2004 года. Британский журнал Official Nintendo Magazine сделал обзор на игру, высоко оценив графическую часть как лучшую на Nintendo DS, но и раскритиковал за примитивный геймплей, сравнив маршрут бегущего Соника с длинным стометровым тире. В конце концов игра была отменена и Sonic Rush стала первой игрой серии Sonic the Hedgehog для портативной системы Nintendo DS.
Чтобы играть в игру, стилус должен быстро передвигаться влево и вправо на тач-скрине, чтобы персонаж бежал быстрее. Прыжки выполнялись путём прикосновения к верхней части тач-скрина, но вряд ли были необходимы, поскольку игра имела мало элементов платформера, а уровни были довольно простыми и имели совершенно прямолинейный маршрут. После пробега определённого расстояния Соник достигал уровень скорости звука, что приводило к эффекту размытия на экране. Эта скорость была достижима на нескольких уровнях. HUD на экране показывал игровой таймер, количество колец и нижнюю шкалу, которая показывала расстояние до финиша. После прохождения финиша выводился рейтинг, основанный на достигнутой максимальной скорости, количестве колец и времени, потраченном на завершения уровня. Затем появлялась заставка: «Keep an eye out for SEGA’s titles on the DS»

## Sonic Extreme

Вступительный экран Sonic Extreme.

Sonic Extreme — отменённая спортивная игра серии Sonic the Hedgehog для консоли Xbox. Игра никогда не была официально анонсирована, и известна по выложенным в интернет кадрам и видеороликам.
В начале мая 2011 года на YouTube было выложено видео, в котором был показан игровой процесс игры. Game Informer назвал игру «скейтбордным спин-оффом».
В видео, выложенном в интернет, были показаны только два играбельных персонажа — Соник и Шэдоу. Игрок управляет Соником в скейтпарке, выполняя различные трюки, а Шэдоу доступен только в мультиплеере. Присутствовало три режима игры: «Миссия» (англ. Mission), «Битва» (англ. Battle) и «Гонка» (англ. Race). В режиме «Миссия» игрок по уровню собирает ключи, чтобы убрать замки. Режим «Битва» представляет собой бой, в котором игроки, собирая оружие, должны атаковать на другого персонажа. Последний режим является гонкой, выполненный в стиле многопользовательской игры в Sonic Adventure 2.
Несмотря на то, что игра не была официально анонсирована, Sonic Extreme получила негативные отзывы от критиков. Многие обозреватели поддержали решение Sega отменить игру. Game Informer заявил, что игра выглядит «страшной» и «предсказуемо ужасной». Computer and Video Games описал её как «очередной абсолютно мусорный скейтбординговый спин-офф». Кроме того, VG247 охарактеризовал Sonic Extreme как «убедительно ужасную».
TeamXbox менее негативно оценил игру, тем не менее отметив простой геймплей и дизайн уровней, а также глюченную анимацию и движения. Информация о существовании игры и её отмене вызвала много комментариев на тему процесса контроля качества в Sega. Критики были удивлены, что компания отменила Sonic Extreme, но позволила выйти другим плохо оценённым играм (например, Sonic the Hedgehog 2006 года и Sonic Free Riders).

## Порты

### Sonic the Hedgehog (Amiga)
Порт первой игры серии Sonic the Hedgehog на компьютер Amiga должна была иметь такой же дизайн уровней и графику. Разработку порта вела компания U.S. Gold, однако он был в итоге отменён.

### Sonic the Hedgehog (Mega CD)
Sonic the Hedgehog также хотели адаптировать для дополнения к Mega Drive/Genesis Sega CD. Впервые порт был продемонстрирован на выставке CES в Чикаго, где было показано видео с игровым процессом игры. Упоминался в одном из номеров журнала Mega Play. В итоге порт был отменён в пользу новой игры под названием Sonic the Hedgehog CD.

### Sonic the Hedgehog 2 CD
Sonic the Hedgehog 2 CD — порт Sonic the Hedgehog 2 на Sega CD. Многие журналы упоминали, что Sonic the Hedgehog 2 CD выйдет с новыми уровнями и музыкой CD-качества. Однако сотрудники, которые разрабатывали Sonic the Hedgehog 2, не могли вспомнить о существовании порта на дополнение, тем самым доказывая, что Sonic the Hedgehog 2 CD не существует.

### Sonic the Hedgehog 3 Limited Edition
Sonic the Hedgehog 3 Limited Edition, также известная как Sonic 3+ — полная версия игры Sonic the Hedgehog 3, в которую будет включена также Sonic & Knuckles. Sonic the Hedgehog 3 и Sonic & Knuckles первоначально планировались как одна большая игра, однако из-за ограниченного срока для её выпуска и высоких производственных затрат, Sonic Team пришлось разделить её на две части. Кроме того, картридж Sonic & Knuckles был выпущен вместе с особой технологией Lock-on, позволяющая соединять игру с другим картриджем данной платформы и в результате давать совмещённый вариант двух игр. В случая выпуска Sonic the Hedgehog 3 Limited Edition, функция соединения двух игр возможно отсутствовала бы. Полная версия упоминалась в журналах SEGA Magazin, Famitsu и Mean Machines Sega.
23 февраля 2008 года было выложено 2 прототипа игры, где присутствовали все зоны из Sonic the Hedgehog 3 и Sonic & Knuckles.